# ラスク書簡

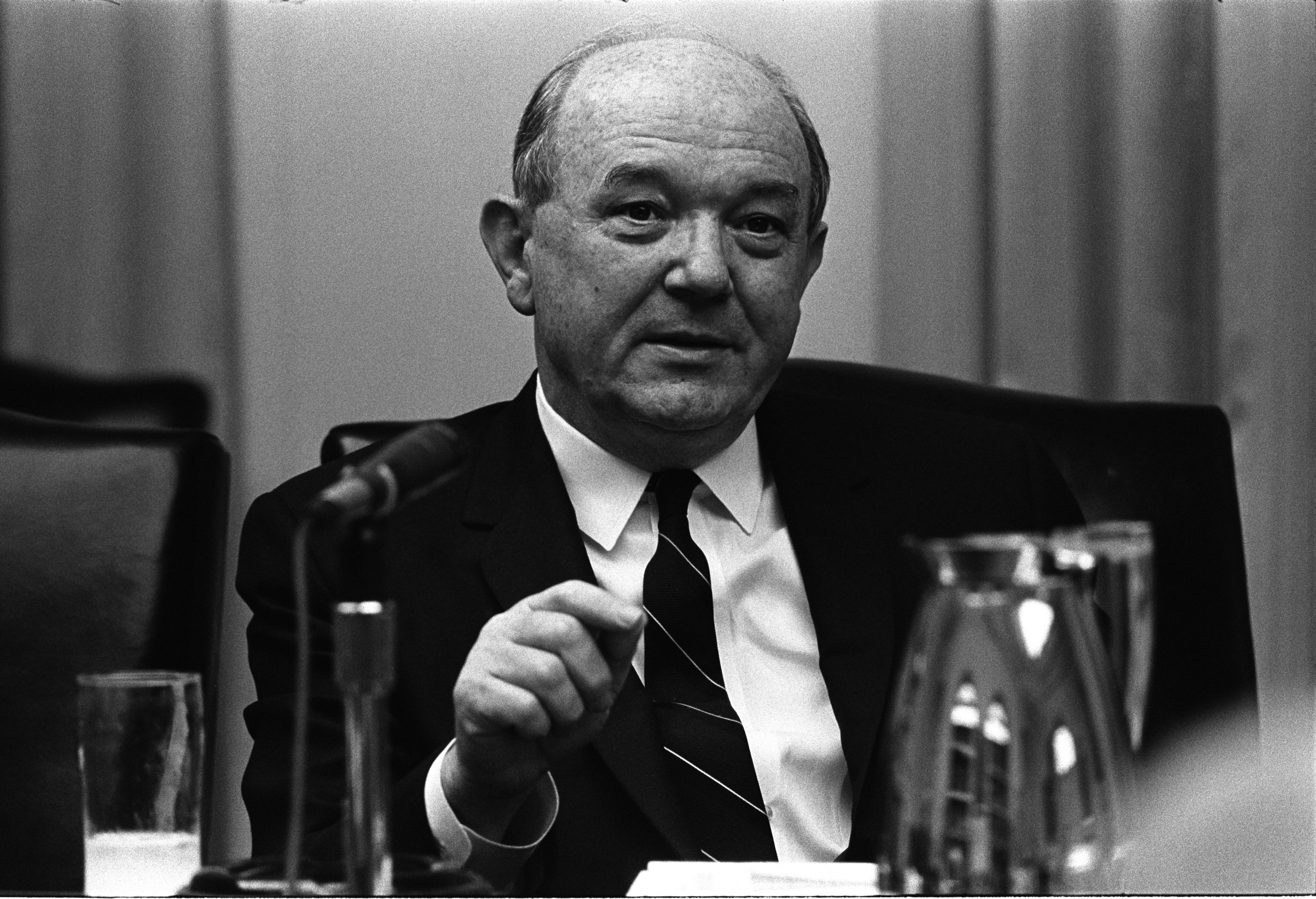
1968年当時のディーン・ラスク

ラスク書簡（ラスクしょかん。Rusk documents）は、第二次世界大戦後、サンフランシスコ講和条約を起草中であったアメリカ合衆国政府へ大韓民国政府からよせられた日本国の領土や、韓国政府が戦後に享受する利益に関する要望書に対し、1951年8月10日、米国が回答した文書。当時の米国国務次官補ディーン・ラスクから通達されたことからラスク書簡と呼ばれる。原本はアメリカ国立公文書記録管理局 (NARA)に保管されている。
現在、日本政府と韓国政府の間で竹島（韓国名：独島）の領有権をめぐる対立（竹島問題）があるが、この文書では、米国が竹島に対する韓国政府の要望を明確に退けているとして、日本はサンフランシスコ講和条約において竹島が日本領として残されたことを裏付ける資料の一つとしている。
韓国側では保坂祐二教授はラスク書簡は秘密裏であったため無効としているが、国際法の金明基教授はサンフランシスコ講和条約の解釈の補足として使用できるが、書簡が日本の詐欺に基づくため無効とする。無効という結論は一致しているが、その根拠は定まっていない。なお、韓国政府は公開後もラスク書簡に関する見解は出していない。

## 要旨
韓国政府から米国政府への要求は大きく分けて以下の3つであった。
1. 竹島と波浪島に対するすべての権利、主権及び請求権を1945年8月9日（注: 日本によるポツダム宣言受諾）の時点で放棄したことにすること。
2. 在韓日本資産を韓国政府および米軍政庁に移管すること。
3. マッカーサー・ラインの継続を日本国との平和条約で認めること。

しかし、米国政府はこの書簡の中で、在韓日本資産に関して米軍政庁の処理を認めるように記述を修整することを認めたが、竹島に関する要求、マッカーサー・ライン継続の要求には同意しなかった。竹島については普段は居住者がいない岩礁で、一度も韓国の一部となったことはなく、1905年以降島根県の管轄下にあり、韓国からの領土権の主張は過去になされていない、とアメリカが認識している旨を韓国に回答している。

## ラスク書簡に関連する出来事
1946年1月29日　
- 連合国総司令官は「SCAPIN677」を発布し、指令における日本の範囲から竹島を除外し、日本の施策権を停止した。

1947年3月19日～1949年11月2日
- 連合国を代表して国務省がサンフランシスコ条約の草案を作成。この期間、大韓民国政府による「竹島は日本の領土の範囲から除外されると共に、日本が放棄する領土に含めらる」とした要望書が提出された。

1949年11月14日
- 日本在留中の米国務省の政治顧問ウィリアム・シーボルトが、「竹島に関する日本の主張は有効である」という電報を米国務省に送る。

1949年12月29日
- 国務省が、竹島を日本領土に含め、日本の放棄領土から竹島を除外したサンフランシスコ条約草案を作成。
  - この後に続く草案からは、日本の領土を規定する条項が削除され、日本が放棄する領土を規定する条項のみが残された。

1950年6月25日
- 朝鮮戦争勃発

1951年7月19日（外交文書）
- 草案に対して、梁裕燦・韓国駐米大使より米国政府に要望書が出される[5]。
- 韓国はこの要望書の中で上記要旨記述の3点の要求を行った。また、この時の米国大使との会談では、それらの島が韓国併合前に大韓帝国の領土であったならば、韓国の領土とすることに問題はない旨の返答を受けた[6]。

1951年7月31日
- 国務省地理局のボグスはダレス特使の補佐官をしていたロバート・フィアリーに「ワシントン中の全ての資料をあたったが、独島も波浪島も見つけることができなかった」と報告。

1951年8月2日（外交文書）
- 再度韓国大使より要望書が米国政府に提示される。

1951年8月7日
- ダレス特使からムチオ駐韓大使宛てに「我々の地理学者も韓国大使館も独島と波浪島の位置を突き止めることができなかった。このため、直ちに確認できない限り、これらの島に対する韓国の主権を認めるという彼らの提案を考慮することはできない」と電報を送付。

1951年8月10日（外交文書）
- 韓国からの要望書について、米国国務次官補ディーン・ラスクからの当該書簡が、米国政府から韓国政府に提示される。

1951年9月8日
- 日本国との平和条約（サンフランシスコ平和条約）調印

1951年12月5日
- SCAPIN-677/1 [7]

1952年1月18日
- 韓国が李承晩ラインを宣言

1952年4月28日
- 日本国との平和条約（サンフランシスコ平和条約）が発効

1952年11月27日
- 米国務省極東局東アジア課長が駐韓アメリカ大使館宛てに、「合衆国政府がラスク書簡を韓国大使に伝達した結果、条文が修正されず竹島の日本保持が確定した」と通知。

1952年12月4日
- 上記の通知に基づき、駐韓アメリカ大使が韓国政府外務部へ口上書（No.187文書）を送付。この口上書で、『大使館は、外務部の書簡「独島（リアンクール岩礁）.....は大韓民国の領土の一部である。」に含まれる声明に関心を持ちます。合衆国政府のこの島の領有状態への認識は、1951年8月10日ワシントンの韓国大使へのディーン・ラスク次官補の書簡に述べられました。』とし、ラスク書簡が合衆国政府の認識であるとしている。[8]

1953年2月4日
- 済州島沖で第一大邦丸事件発生。

1954年8月15日
- 朝鮮戦争を指揮したヴァン・フリートがアイゼンハワー第34代米大統領の特命大使として日本、台湾、韓国、フィリピンを訪問し機密文書ヴァン・フリート特命報告書を作成[9]
- サンフランシスコ平和条約後の同条約に対する米国政府内部の見解として、以下の点が確認される。
  - 一方的な領海宣言（李承晩ライン）は違法である
  - 米国は大韓民国に、米国の独島に関する立場(＝独島は1905年以来、日本の管轄下にある)を秘密裡に伝達したが、米国の見解は公表されていない(The Republic of Korea has been confidentially informed of the United State position regarding the islands but our position has not been made public.)
  - この領土問題は国際司法裁判所を通じて解決されることが望まれる

1954年9月25日
- 日本が韓国に対して国際司法裁判所への付託を提案

1954年10月28日
- 韓国が日本の国際司法裁判所への付託提案を拒否

1955年
- 韓国外務部政務局によって『獨島問題概論』が出版された。その中で、1952年のNo.187口上文書を添付資料としたがラスク書簡の再通知部分はetc.として省略される[8]。

1960年4月27日
- 当時の駐日大使であったマッカーサーが、李承晩政権から次の政権へ移行するタイミングに合わせて米国国務省に機密電文3470号で日韓関係の懸案事項の早期解決に動くべき、即ち、韓国政府に人質となっている日本人漁師を解放させること、韓国領海外の公海上で日本の漁船を拿捕する行為をやめさせること、日本の領土である竹島を日本に返還させること、を提言[10]。

1978年4月28日
- 国務省が「アメリカの対外関係資料 1951年　第6巻（アジア・太平洋編）(Foreign relations of the United States(FRUS), 1951. Asia and the Pacific Volume VI）」を発刊し、ラスク書簡の存在及び概要が明らかとなった。また、日本でも報道がなされた[11]。

## ラスク書簡による米国政府の回答

### 日本の主権の放棄
- 日本の朝鮮に対する主権の放棄を1945年 8月9日とはしない。[12]

韓国政府は1945年8月9日（日本のポツダム宣言受諾）をもって、日本が朝鮮（竹島も含む）に対する全ての主権を放棄したことにするよう要求したが、それに対する回答は「米国政府はポツダム宣言の受諾をもって全ての主権を日本が放棄したとは思わない」というものだった。ラスク書簡に先立って行われた会談においても、ダレスからポツダム宣言が技術的に主権の放棄を構成しないこと及び1945年8月9日に効果を遡及する条項を講和条約に含むことを検討する旨を告げられ、梁裕燦・韓国駐米大使は「そうなれば韓国政府は満足するだろう」と返答した。結果的に効果の遡及条項は講和条約に盛り込まれなかった。韓国政府がSCAPN677を根拠とした主権移転の主張をするようになったのは、サンフランシスコ講和条約が署名された後の1951年9月8日以降である。

### 竹島の扱い
英語原文（日本語訳）

### マッカーサー・ライン
英語原文（日本語訳）
- マッカーサー・ラインはサンフランシスコ平和条約締結後は有効ではない[14]。

米国政府は、サンフランシスコ平和条約以後に効力を持たないと回答しつつ、韓国政府は平和条約第9条の規定（日本は希望する連合国と速やかに漁業協定の交渉をしなくてはならない）の利益をうけることができるとして、戦後の日本・韓国間の漁業活動区域についてはマッカーサー・ラインに拠ることなく、二国間で協議して新たに協定を結ぶべきとしている。
しかし、韓国の李承晩大統領はサンフランシスコ平和条約が発効する1952年（昭和27年）4月28日直前の、同年1月18日にマッカーサーラインとほぼ同じ李承晩ラインを一方的に宣言した。日本はこれを認めていないが、李承晩ラインを越えた日本漁船は韓国警備艇に銃撃され、極めて多くの日本人が拿捕され長期間拘留されている。

### 戦後の個人財産の保障
- 日本は在日個人財産を保障する必要はない[15]。

米国政府は、日本により在日韓国人の財産は侵されていない、当時は日本国民としての地位を有していたことからすると日本が当該財産について補償する必要はない、と回答している。

## 米国によるラスク書簡の認識の再通知及び韓国政府の隠蔽とその影響
サンフランシスコ平和条約後、日米安保条約に基づく行政協定において1952年7月に竹島を爆撃演習地とすることが日米間で合意されたが、日米に無断で竹島の調査をしていた韓国人が爆撃に遭遇し韓国政府がアメリカに抗議を行った。1952年12月4日に韓国の書簡の「韓国領の独島」に対して、釜山の米大使館は「アメリカの竹島の地位に関する認識はラスク書簡のとおりである」と韓国外交部に再度通知を行った。しかし、1955年に韓国外交部が作成した「獨島問題概論」では、このラスク書簡に触れた部分を「etc.」と省略して掲載している。
韓国の国際法学者の金明基は、日本政府の竹島問題10ポイントのラスク書簡に触れたポイント7に反駁している。この中で、ラスク書簡後に米国は竹島を韓国領土と考えていたとし、その証拠としてラスク書簡部分が省略された「獨島問題概論」の米大使館の外交文書を掲げている。韓国政府の隠蔽により、ラスク書簡を再通知した文書がラスク書簡を否定する証拠にされてしまう等の混乱が生じている。

## ラスク書簡の持つ意味

### 意味合い
韓国政府による竹島の領有権の主張には以下のようなものがある。
日本国との平和条約の第2条に竹島の記載がないのは、竹島を日本の領土と認めているからではない。
そもそも、連合軍の占領統治という一種の行政権限しか持たなかったマッカーサー司令部に領土権を示す権限があったかのように主張する韓国側の主張がおかしい。マッカーサー司令部は、当時の韓国李承晩政権の強引な解釈を予知してSCAPIN677の6条で断っているのがその証拠である。

SCAPIN-1033によって画定されたマッカーサー・ラインは現在も有効であり、李承晩ラインは正当ではない。
しかし、このラスク書簡により、条約第2条の日本の放棄領土に竹島の記載がないのは、米国政府としてはそれが日本の領土と考えていたことが確認できる。また、マッカーサー・ラインは平和条約発効後の日本の漁業操業区域まで規定するものではないとも明記されている。
連合国ではない韓国政府は、マッカーサーラインについて定義する権限も執行権もない。
韓国側の論理は、竹島の領土紛争が何故、どういう経緯で起きたかということについての米国政府の判断、結論と、この紛争問題（解決）にはどういう姿勢(立場）であるべきか、ということでの米国政府の判断、結論を混同したものである。

### 国際法上の位置付け
ラスク書簡は、ウィーン条約法条約32条に基づきサンフランシスコ講和条約の準備作業としてその解釈の補足的な手段となる。サンフランシスコ講和条約第二条第(a)項で朝鮮の領域を『日本国は、朝鮮の独立を承認して、済州島、巨文島及び鬱陵島を含む朝鮮に対するすべての権利、権原及び請求権を放棄する』としており、本条項について日韓政府は以下のように解釈している

。
- 日本政府：米国は竹島を韓国領とする条約の修正要求を拒否しており、平和条約において日本領であることが肯定された
- 韓国政府（ラスク書簡前）：梁裕燦・韓国駐米大使が米国政府に提出した要望書[24]では、「済州島、巨文島及び欝陵島」とは別個の島として放棄を要求[25]
- 韓国政府（ラスク書簡後）：独島が鬱陵島の属島として鬱陵島本島とともに韓国領土として承認されたと解釈される[26]

韓国政府はラスク書簡前は鬱陵島とは別個の島として放棄領土への挿入を要求したにもかかわらず、要求を拒否されたラスク書簡後は鬱陵島の属島として放棄されたと解釈の変更をしている。

条約はウィーン条約法条約31条により用語の通常の意味において誠実に解釈されなければならず、第二条（a）項に示される『朝鮮』若しくは『鬱陵島』と呼ばれた地理的範囲に竹島が含まれているかどうかが争点となる。しかし、竹島が朝鮮の領土であったことも韓国併合後に朝鮮総督府の行政区域に含まれたこともないことから、日本が放棄した『朝鮮』若しくは『鬱陵島』の範囲に竹島は含まれないと解釈される。もし、鬱陵島から90km離れた竹島を朝鮮領と認める意図が連合国にあったのであれば、条約中に明記する必要があった
。
この日本の放棄領土に竹島は含まれないとの解釈は、条約草案の改定経緯、竹島を日本領として韓国の要求を拒否したラスク書簡、日米行政協定に基づく演習場指定といった条約解釈の補足手段からも確認できる

。
なお、韓国は、ラスク書簡にもかかわらず第二条の領土条項が例示的な列挙であり放棄領土に竹島が含まれるという解釈を棄てていない。しかし、カタール・バーレーン事件の判例で国際司法裁判所は宗主国である英国の決定に拘束力を認めたことから、連合国を主導したアメリカのラスク書簡での判断は極めて重要な意味を持ち、拘束力を有するとされる可能性が高い。このため、韓国は国際司法裁判所での解決に一層消極的になるものと思われる。
なお、内藤正中や金明基など一部でラスク書簡が日本の情報のみを根拠にしているから効力がないとする主張がみられるが、米側は書簡作成にあたり、ワシントン中の全ての情報（"tried all resources in Washington"）、及び、駐米韓国大使館への調査も行ったことが明らかとなっている
。

### 公的機関のサイト
- 日本の領土をめぐる情勢 竹島
- Web竹島問題研究所

### その他のサイト
- 東部グリーンランド事件判例